# Sawbwa resplendens
Sawbwa resplendens es una especie de peces de la familia
Cyprinidae en el orden de los Cypriniformes.

## Morfología
- Los machos pueden llegar alcanzar los 2,5 cm de longitud total.[1][2]

## Hábitat
Es un pez de agua dulce y de clima tropical. (21 °C-25 °C).

## Distribución geográfica
Se encuentran en Asia: lago Inle en Birmania.